# Ammal
Ammal là một đô thị thuộc tỉnh Boumerdès, Algérie. Dân số thời điểm năm 2002 là 8.567 người.